# Sagrada familia
|  | Per a altres significats, vegeu «Sagrada Família (desambiguació)». |

Sagrada familia és una sèrie de televisió web espanyola de drama creada per Manolo Caro per a Netflix. És protagonitzada per Najwa Nimri, Alba Flores, Carla Campra, Álex García, Macarena Gómez, Álvaro Rico i Laura Laprida. Es va estrenar a Netflix el 14 d'octubre de 2022.

## Trama
La trama comença a Melilla el 1998.
Julia Santos és una dona que es muda a Fuente del Berro sota la falsa identitat de Gloria Román amb el seu fill Nico i la seva filla Mariana Santos, que també viuen sota la falsa identitat d'Hugo i Aitana Martínez, respectivament. Una vegada a Fuente del Berro, Gloria intenta escapar del seu fosc passat i no triga a entaular una estreta relació amb diversos veïns, encara que a poc a poc descobreix que el barri guarda tants secrets com ella. Quan aquests misteris xoquen, Gloria no té més remei que protegir el que més estima: la seva família.

## Repartiment

### Principal
- Najwa Nimri com Gloria Román / Julia Santos
- Alba Flores com Caterina / Edurne
- Carla Campra com Aitana Martínez / Mariana Santos
- Álex García com Germán
- Macarena Gómez com Blanca
- Álvaro Rico com Marcos Almonacid
- Laura Laprida com Natalia Alberche
- Jon Olivares com Pedro Olivares Simón
- Ella Kweku com Alicia Bainné Olabarrieta
- Nicolás Illoro com Santiago "Santi" Santos
- Iván Pellicer com Abel Martínez / Eduardo Santos
- Miguel Ángel Solá com Fernando Alberche

### Secundari
- Lorenzo Angelotti com Lorenzo Fernández
- Fernando Andina com Ramón Fernández
- Pol Hermoso com Felipe
- Raquel Farias com Rosa
- Miri Pérez com Mónica
- Claudia Melo com Claudia
- Cecilia Suárez com Professora (Episodi 1)
- Ismael Artalejo com Adolfo Almonacid (Temporada 1 y 2)

## Episodis
| Núm. | Títol                   | Direcció    | Guió                                                                                       | Data d'emissió original |
| ---- | ----------------------- | ----------- | ------------------------------------------------------------------------------------------ | ----------------------- |
| 1    | «La grieta»             | Manolo Caro | Fernando Pérez López, María Miranda Anguita, Manolo Caro i Gabriel Nuncio                  | 14 d'octubre de 2022    |
| 2    | «Soy Gloria Román»      | Manolo Caro | Fernando Pérez López, María Miranda Anguita, Manolo Caro i Gabriel Nuncio, Ismael Artalejo | 14 d'octubre de 2022    |
| 3    | «Cuatro cuerpos»        | Manolo Caro | Fernando Pérez López, María Miranda Anguita, Manolo Caro i Gabriel Nuncio                  | 14 d'octubre de 2022    |
| 4    | «Melilla»               | Manolo Caro | Fernando Pérez López, María Miranda Anguita, Manolo Caro i Gabriel Nuncio                  | 14 d'octubre de 2022    |
| 5    | «Once de noviembre»     | Manolo Caro | Fernando Pérez López, María Miranda Anguita, Manolo Caro i Gabriel Nuncio                  | 14 d'octubre de 2022    |
| 6    | «Au pair»               | Manolo Caro | Fernando Pérez López, María Miranda Anguita, Manolo Caro i Gabriel Nuncio                  | 14 d'octubre de 2022    |
| 7    | «Aquel coche en llamas» | Manolo Caro | Fernando Pérez López, María Miranda Anguita, Manolo Caro i Gabriel Nuncio                  | 14 d'octubre de 2022    |
| 8    | «Hijo de la luna»       | Manolo Caro | Fernando Pérez López, María Miranda Anguita, Manolo Caro i Gabriel Nuncio                  | 14 d'octubre de 2022    |

## Producció
El 8 d'octubre de 2021, Netflix va anunciar en el seu compte de Twitter d'Espanya que el rodatge d'una nova sèrie, titulada Sagrada familia, havia començat. La idea original de la sèrie va ser concebuda pel guionista mexicà Manolo Caro en 2019.
El 7 de setembre de 2022, Netflix va treure el primer tràiler de la sèrie i va programar la seva estrena per al 14 d'octubre de 2022.